# Enchin
Cette page contient des caractères spéciaux ou non latins. S’ils s’affichent mal (▯, ?, etc.), consultez la page d’aide Unicode.
 (novembre 2018).
Si vous disposez d'ouvrages ou d'articles de référence ou si vous connaissez des sites web de qualité traitant du thème abordé ici, merci de compléter l'article en donnant les références utiles à sa vérifiabilité et en les liant à la section « Notes et références ».
Enchin (円珍) (814-891), nom posthume Chisho Daishi (智証大師), est un moine tendaï japonais du début de l'époque de Heian, à l’origine de la branche ésotérique Jimon (en)(寺門) de la secte. Il étudia en Chine et fut abbé des monastères de Mii-dera et Enryaku-ji, et le 5e patriarche de Tendaï. Sa position ne fut pas acceptée par les disciples du 3e patriarche Ennin. La dispute aboutit en 993 à une scission définitive entre Sanmon (山門), parti d’Ennin, et Jimon. 

## Formation initiale
Il est originaire du village Kanakura (金倉), province de Sanuki (讃岐国), actuelle préfecture de Kanagawa, situé à proximité de Zentsuji (善通寺), lieu de naissance de Kukai qui est son grand-oncle. Son nom de famille est Wake (和氣) et son prénom social Onjin (遠塵). Il suit à l'âge de quatorze ans son oncle le moine Nintoku (仁德) au monastère Enryaku-ji sur le mont Hiei et devient disciple de Gishin (義真), 2e patriarche de l’école. Ordonné à dix-neuf ans, il passe, selon la règle, douze années à apprendre les techniques de concentration shikan (止觀) et à étudier les trois grands sutras, celui du Lotus (Hokke kyo 法華經), celui de La Lumière d’or (Konkōmyō kyō 金光明経) et celui des Rois vertueux (Ninnō kyō 仁王經). Il participe ensuite à des disputes doctrinales à la cour au cours desquelles il se distingue par sa science et ses connaissances ésotériques. En 847, il est nommé Aumônier de la Cour et accède au titre de Grand Maitre de la Loi.

## Études en Chine
En 853, il se rend en Chine, alors domaine de la dynastie Tang, sur un bateau coréen. A Fuzhou, il apprend le sanskrit avec le moine indien Prajnatara, et étudie les sutras du Lotus et Avatamsaka ainsi que l’Abhidharmakhosa sastra. Il se rend ensuite au mont Tiantai (jap. Tendaï-san) sur la tombe de Tche-yi (Zhiyi 智顗) (538-597), fondateur de Tiantai. Il étudie les doctrines de l’école, le dhyana et le samadhi, dans son monastère principal, le Guoqingsi (國清寺). En 855 il se rend à Chang'an où il s'instruit sur l'onction (skt. abisheka - jap. kanjo 灌頂) au Qinglongsi (青龍寺) sous la direction de Fa-ts'iuan (Faquan 法全), successeur de Huiguo (Keika 惠果) qui avait initié Kukai. Il approfondit ensuite ses connaissances en ésotérisme au monastère Daxingshansi (大興善寺), premier centre de traduction vajrayana en Chine, puis en 856 auprès du moine Liangxu (良諝) au Kaiyuansi (開元寺) de Yuezhou (越州) près de Shaoxing. Il retourne ensuite au Guoqingsi où il établit une salle de méditation à l’intention de ses compatriotes (日本國大德僧院).

## Patriarche du Tendaï
Il rentre au Japon en 858 sur un bateau chinois, rapportant avec lui de nombreux textes bouddhiques et des objets de culte. Après un bref séjour au temple de Kanakura (金倉寺), 76e des 88 stations de pèlerinage de Shikoku, il est affecté au Sanno-in (山王院) situé au pied du mont Hiei, dédié au kami protecteur de la montagne et de l’école. Il se rend souvent à la cour où ses doctrines trouvent un écho favorable ; en 864, il administre l'onction à l'empereur Seiwa ainsi qu'à une trentaine de courtisans. Il est nommé en 866 abbé du Mii-dera, dont il sollicite officiellement la transformation en centre d’enseignement ésotérique en 868, lorsqu’il est promu abbé du Enryaku-ji et donc 5e patriarche de Tendaï. Les disciples d’Ennin, 3e patriarche mort en 864, n’acceptent pas ce choix. La querelle aboutira à la fin du Xe siècle à la scission de Tendaï en deux écoles : Sanmon (山門), « école du Mont », lignée d’Ennin basée au Enryaku-ji, et Jimon (寺門), « école du Temple », lignée d’Enchin basée au Mii-dera.
Enchin gravit les échelons de la hiérarchie monastique : Hogen (法眼 Pont de la Loi), Hoko (法橋 Œil de la Loi) en 890, et à sa mort en 891 maître ajari (阿闍梨).

## Écrits et pensée
Il est en particulier l’auteur des commentaires du Traité du Lotus - Hokke Ron Ki (法華論記) et du Vairocana Sutra - Dainichikyo Shiiki (大日經指歸) ainsi que du Juketsu Shu (授決集), qui constituent les textes de base de l’enseignement de Jimon. On lui doit aussi le Hokke Gengi Ryakuyo (法華玄義略要), condensé du Sens du sutra du Lotus de Zhiyi, et le Koen Hokke Gi (講演法華儀). En 868, il transforma le pavillon Ninjuden (仁寿殿) du Mii-dera en une bibliothèque pour les textes apportés de Chine, le Toin (唐院).
Bien que l’intérêt pour l’ésotérisme a été partagé par les autres grands moines de Tendaï, à commencer par Saicho et Ennin, Enchin se distingue par l’emphase qu’il place sur cette forme de bouddhisme. Il propose une interprétation ésotérique du Sutra du Lotus et adopte le Maha Vairochana Sutra au cœur de son enseignement. Le bouddha Shakyamuni est assimilé à Vairocana. Par ailleurs, il accorde de l’importance aux vertus confucéennes qu’il lie au respect pour les dieux (kami) locaux, comme celui du mont Hiei.